# 멸족
멸족(滅族)은 한 종족이 망하여 사라지는 일이다.
족멸(族滅)이라고도 한다.
어느 종족이 다른 종족과 섞여서 그 종족이 되어 사라지는 멸족과 어느 종족의 혈통이 완전히 끊겨서 사라지는 멸족이 있다.
전자는 북중국에서 많았고 후자는 서인도 제도에서 많았다.

## 멸족의 종류

### 어느 종족이 다른 종족과 섞여서 그 종족이 되어 사라지는 멸족
북중국을 정복하여 정복왕조를 건국한 북방민족들이 정복한 한족(漢族)에 동화되어 한족화하여 사라진 멸족이 대표적이다.
전진을 건국하던 저족, 북위와 북주를 건국하던 선비족, 후당을 건국하던 사타부, 요나라를 건국하던 거란족, 서하를 건국하던 탕구트족이 한족화하여 멸족되어 있다.

### 어느 종족의 혈통이 완전히 끊겨서 사라지는 멸족
바하마, 쿠바, 자메이카, 아이티 등 서인도 제도 일대에서 거주하던 타이노족들이 콜럼버스 일행이 찾아온 이후 이들의 학살 및 전염병 감염 등으로 혈통이 끊어져 사라진 멸족이 대표적이다.
콜럼버스일행이 바하마, 쿠바, 자메이카, 아이티 등 서인도제도에 찾아오기전에 그곳의 주민들은 타이노들만 있었다.
하지만 이후 그곳에 찾아온 백인들의 학대와 이들로부터 감염된 천연두 등 전염병으로 사망하면서 혈통이 끊어져서 멸족되었다.
이후 바하마, 쿠바, 자메이카, 아이티 등 서인도제도는 이들을 대신하여 노동을 할 흑인노예들의 대량 유입으로 흑인들이 주민의 대다수를 차지하게 된다.

## 같이 보기
- 분서갱유
- 구석
- 중국의 숫자
- 인 (유교)
- 십악
- 인종청소
- 학살